# Eleição municipal de Mairiporã em 2024
A eleição municipal de Mairiporã em 2024 aconteceu no dia 6 de outubro do mesmo ano para eleger o prefeito, o vice-prefeito e 13 vereadores, o que poderia chegar a 17 vereadores para a Câmara Legislativa conforme a Constituição Federal (art. 29, IV) do município de Mairiporã, no Estado de São Paulo, no Brasil.  
Segundo a Constituição Federal (art. 29, II), a eleição em segundo turno para o Poder Executivo só ocorre para os municípios com mais de 200 mil eleitores  e só se nenhum dos candidatos conseguir, no primeiro turno, mais da metade dos votos válidos. Nessa circunstância, as duas chapas mais votadas no primeiro turno disputarão o segundo turno; no entanto, como segundo o censo de 2022 do IBGE o município possuia somente 93.853 ou 93.617 habitantes, nele não ocorreu o segundo turno.  

## Antecedentes

### Eleição municipal de 2020
Na eleição de 2020, sete candidatos disputaram para o cargo de prefeito: José Hélio Teixeira Santos (SD), Major Paulo Sérgio da Silva (Patriota), Solange Maria Theodoro (PDT), Maria Francisca de Oliveira Borali (PT), Manoelino Cordeiro dos Santos (DC), Antônio Shigueyuki Aiacyda (PSD) e o Walid Ali Hamid (Aladim) (PSDB).
Aladim se elegeu com 21.315 votos (50,19%) contra 15.439 votos (36,36%) ao seu concorrente mais direto, Aiacyda. 

### Governo Aladim
No período pré-eleitoral das eleições 2020, foram levantados que o município possuía inúmeros problemas, dentre os quais: Saúde ruim, mobilidade urbana caótica, saneamento básico ‘zero’, segurança precária e uma economia decadente. O saneamento básico em Mairiporã é uma vergonha. O distrito de Terra Preta, para um exemplo definitivo, tem 30 mil habitantes e nenhum centímetro de rede de esgoto. Dezenas de bairros ainda recebem água através de caminhão-pipa e esse quadro resulta, sempre, em aumento nos atendimentos através dos postos de saúde Alguns desses problemas foram resolvidos no governo Aladim ou ao menos reduzidos, pois em seu governo houve incentivos fiscais, foi construído um Reservatório Gibeon Terra Preta e uma Estação de Tratamento de Esgoto no distrito de Terra Preta.

### Eleições gerais de 2022
No primeiro turno das eleições presidenciais, Jair Messias Bolsonaro (PL) recebeu 25.893 votos (53,23%) e Luiz Inácio Lula da Silva (PT) recebeu 17.784 votos (36,56%) dos eleitores mairiporenses. 1.002 (2,06%) eleitores votaram branco e 1.736 (3,57%) nulo para presidente. Nas eleições para o governo de São Paulo, Fernando Haddad (PT) recebeu 13.153 votos (29,49%), enquanto Tarcísio de Freitas (Republicanos) recebeu 19.780 votos (44,35%) dos eleitores mairiporenses. Apenas 2.551 (5,72%) eleitores votaram branco e 3.465 (7,77%) anularam seu voto para o governo do Estado.
Já no segundo turno, Jair Messias Bolsonaro (PL) recebeu 29.538 votos (60,65%) e Luiz Inácio Lula da Silva (PT) recebeu 19.164 votos (39,35%) dos eleitores mairiporenses. Nas eleições para o governo de São Paulo, Fernando Haddad (PT) recebeu 17.697 votos (38,49%), enquanto Tarcísio de Freitas (Republicanos) recebeu 28.276 votos (61,51%) dos eleitores mairiporenses. Os votos brancos e nulos para governador de SP somaram 11,27% do total no município.

## Calendário eleitoral
| Início        | Fim           | Atividades | Status    |
| ------------- | ------------- | --- | --------- |
| 7 de março    | 5 de abril    | Janela partidária para vereadores trocarem de partido visando concorrer às eleições sem perder o mandato. | Realizado |
| 6 de abril    | 6 de abril    | Data-limite para todas as legendas e federações partidárias obterem o registro dos estatutos no TSE e para todos os candidatos terem domicílio eleitoral na circunscrição em que desejam disputar as eleições com a filiação deferida pelo partido. | Realizado |
| 15 de maio    | 15 de maio    | Início da campanha de arrecadação prévia de recursos na modalidade de financiamento coletivo para pré-candidatos, sem realização de pedidos de voto e obedecendo a regras relativas à propaganda eleitoral na Internet.                             | Realizado |
| 20 de julho   | 5 de agosto   | Realização de convenções partidárias para deliberar sobre coligações e escolher candidatos às prefeituras e aos cargos de vereador. Os partidos têm até 15 de agosto para registrar os nomes na Justiça Eleitoral.                                  | Realizado |
| 16 de agosto  | 16 de agosto  | Início das campanhas eleitorais de forma igualitária, podendo qualquer publicidade ou manifestação com pedido explícito de voto antes da data ser considerada irregular e multada.                                                                  | Realizado |
| 30 de agosto  | 3 de outubro  | Veiculação da propaganda eleitoral gratuita no rádio e na televisão. | Realizado |
| 6 de outubro  | 6 de outubro  | Realização do primeiro turno das eleições municipais. | Realizado |
| 11 de outubro | 25 de outubro | Veiculação da propaganda eleitoral gratuita no rádio e na televisão para o segundo turno. | Realizado |
| 27 de outubro | 27 de outubro | Realização de um eventual segundo turno nas cidades com mais de 200 mil eleitores em que o candidato a prefeito mais votado não tenha atingido a metade mais um dos votos válidos.                                                                  | Realizado |

## Contexto político

### Cadastramento biométrico
A eleição de 2020 era para ter sido a primeira com a utilização de biometria para a identificação dos eleitores mas, apesar de a identificação biométrica ter sido lançada no município desde 4 de fevereiro de 2019 e ter sido estendida até 19 de dezembro de 2019, até 1 de agosto de 2020 foram cadastrados 52.482 (80,89%) dos 64.877 eleitores do município. Além disso, o presidente do Tribunal Superior Eleitoral, ministro Luís Roberto Barroso resolveu seguir a recomendação dada pelos infectologistas que prestam consultoria sanitária para as eleições municipais e excluiu a necessidade da identificação biométrica para o ano. Para as eleições de 2024, dos 64.830 eleitores do município, 56.459 (87,09%) eleitores completaram o cadastramento biométrico, enquanto 8.371 (12,91%) ainda não têm biometria.

### Voto facultativo
Desses 64.830 eleitores, 4.258 (6,56%) são aqueles com 70 anos ou mais, 417 (0,64%) jovens com 16 e 17 anos e 1.195 (1,84%) são analfabetos - totalizando 5.870 (9,04% do total) eleitores que possuem o voto facultativo.

### Cláusula de barreira
Assim como na eleição de 2020, está vigente a cláusula de barreira, na qual os partidos teriam de obter nas eleições para a Câmara dos Deputados de 2022, pelo menos 11 deputados federais, distribuídos em pelo menos nove unidades da Federação; ou a obtenção de, no mínimo, 2% dos votos válidos nas eleições para a Câmara dos Deputados, distribuídos em pelo menos nove unidades da Federação, com um mínimo de 1% dos votos válidos em cada um deles. Os partidos que não atingiram estes números podem ficar sem receber o financiamento do fundo partidário, além de não terem direito ao tempo de TV. Atingiram a cláusula de barreira as federações PT/PCdoB/PV, PSDB/Cidadania e PSOL/REDE, além dos partidos MDB, PDT, PL, Podemos, PP, PSB, PSD, Republicanos e União Brasil.

### Redução de candidaturas
Uma novidade nesta eleição é que houve redução no número de candidaturas ao legislativo. Cada partido podia registrar no total 100% (cem por cento) do número de vagas mais 1 (um), diferente das edições anteriores onde os partidos lançavam 150% do número de vagas na Câmara Municipal, ou seja, em Mairiporã poderemos ter somente até 14 vereadores candidatos por partido, e desses 14 candidatos, 4 deverão ser mulheres.

### Menos candidatos

#### Poder executivo
Nesta eleição, não teremos a participação de Antônio Shigueyuki Aiacyda que faleceu por complicações da COVID-19 em 28 de dezembro de 2020, nem de Manoelino Cordeiro dos Santos (DC) que resolveu por não concorrer ao pleito este ano.
Em vídeo divulgado em sua rede social no YouTube, o servidor público Manoelino Cordeiro dos Santos explica as razões de não estar como proposto candidato a prefeito dentre a qual a de estar satisfeito com a gestão do então prefeito Aladim. Em seu vídeo, ele cita que buscava melhorias pela cidade e, ao falar das melhorias, Manoelino fala sobre o Hospital de Clínicas "Anjo Gabriel", que foi construído na gestão de Dr. Márcio Pampuri, melhorado na gestão do Aiacyda e concluído na administração do prefeito Aladim; fala também da manutenção das praças e do terminal rodoviário do município. Por fim, Manoelino conclui sobre gratidão e respeito com a administração e declarando-se comentarista eleitoral.

#### Poder legislativo
Em 28 de abril de 2024, o vereador Gilberto Tadeu de Freitas (1970-2024), conhecido como Sensei Gilberto faleceu aos 53 anos de idade.
Nascido em 22 de dezembro de 1970, Sensei Gilberto Freitas tinha só o ensino fundamental completo, embora fosse professor federado da Confederação Brasileira de Judô e Federação Paulista de Judô, formado pela Federação Internacional de Judô (FIJ). Era proprietário da Academia Família Judô Pissarra, e foi colunista do Portal Olhar Dinâmico.
Em 1° de fevereiro de 2016, assumiu como Diretor de Gestão da Secretaria de Relações Institucionais, junto ao então secretário Cleriston Pereira do Valle. Foi candidato a vereador em 2020 para o pleito da 18ª Legislatura (2021-2024) pelo partido Democratas (DEM) quando ficou como suplente com 361 votos nominais (0,86 %). Assumiu a cadeira de vereador do município somente para a 18ª Legislatura pelo partido União Brasil (antigo DEM), após o vereador eleito Fernando Cesar Brilha Brandão, conhecido como Fernando Brandão do Turismo, assumir a função de Secretário do Turismo e Esporte, e seria candidato a reeleição, só que dessa vez pelo MDB, e para candidatar-se novamente a vereador, retomou a cadeira de vereador em 2 de julho de 2024.
Foi identificado também que Cicero Pereira dos Santos, conhecido como Pastor Cícero, retirou sua candidatura e foi substituído por Jessé Pereira da Silva. 

## Contexto pré-eleitoral

### Coligações / Federações e convenções partidárias
As convenções eleitorais, segundo o calendário eleitoral definido pelo Tribunal Superior Eleitoral, ocorreram de 20 de julho a 5 de agosto, onde definiu-se, entre outras coisas, os candidatos a prefeito e os candidatos a vereador e, como candidatos ao cargo de prefeito e, por consequência, ao cargo de vice-prefeito. As convenções do período foram agendadas para ocorrerem conforme o que segue no quadro seguinte:
| Coligação / Federação           | Partido      | Presidente                          | Secretário                     | Data da Convenção   | Local da Convenção          | Ref.          |
| ------------------------------- | ------------ | ----------------------------------- | ------------------------------ | ------------------- | --------------------------- | ------------- |
| "Mairiporã não pode parar"      | MDB          | Cleriston Pereira do Valle          | Ed Carlos Rodrigues dos Santos | 20 de julho de 2024 | Clube de Campo de Mairiporã | [ 35 ]        |
| "Mairiporã não pode parar"      | Republicanos | Luciana Marchi Hamid                | Eliomar da Silva Oliveira      | 20 de julho de 2024 | Clube de Campo de Mairiporã | [ 35 ]        |
| "Mairiporã não pode parar"      | PSD          | Marcio Alexandre Emídio de Oliveira | Cristiane Santana de Oliveira  | 20 de julho de 2024 | Clube de Campo de Mairiporã | [ 35 ]        |
| "Mairiporã não pode parar"      | PSB          | Gleidson Shiguemi Aiacyda           | Priscila Muniz Câmara          | 20 de julho de 2024 | Clube de Campo de Mairiporã | [ 35 ]        |
| "Mairiporã não pode parar"      | Podemos      | Carlos Augusto Forti                | Carlos Antonio Milharesi       | 20 de julho de 2024 | Clube de Campo de Mairiporã | [ 35 ]        |
| "Federação Brasil da Esperança" | PV           | Marcio Cavalcanti Pampuri           | -                              | 27 de julho de 2024 | Esporte Clube de Mairiporã  | [ 23 ] [ 36 ] |
| "Federação Brasil da Esperança" | PT           | Reginaldo Rogerio Raimundo          | -                              | 27 de julho de 2024 | Esporte Clube de Mairiporã  | [ 23 ] [ 36 ] |
| "Federação Brasil da Esperança" | PC do B      | Antonio Abel Gonçalves              | -                              | 27 de julho de 2024 | Esporte Clube de Mairiporã  | [ 23 ] [ 36 ] |
| "PL" - "PRD"                    | PRD          | Júlio Ruiz                          | Renan Cesar Silva Goulart      | 27 de julho de 2024 | Pensionato Japonês "Gakô"   | [ 23 ] [ 36 ] |
| "PL" - "PRD"                    | PL           | Manoel Ricardo Ruiz                 | Rubens Alves                   | 27 de julho de 2024 | Pensionato Japonês "Gakô"   | [ 23 ] [ 36 ] |
| "PSOL" - "REDE"                 | PSOL         | Cicero Almeida dos Santos           | Flavio Luis Soares de Barros   | 31 de julho de 2024 | On-line / Plataforma Teams  | [ 37 ]        |
| "PSOL" - "REDE"                 | REDE         | Cicero Almeida dos Santos           | Flavio Luis Soares de Barros   | 31 de julho de 2024 | On-line / Plataforma Teams  | [ 37 ]        |

### Janela partidária
Na janela partidária (período em que os candidatos podem trocar de partido sem a perda do mandato, e que só vale para candidatos eleitos em eleições proporcionais, como é o caso de vereadores, cumprindo o último ano de mandato) que se abriu entre os dias 7 de março e 5 de abril, fizeram as seguintes mudanças:
- Ricardo Messias Barbosa foi do PSDB para o Podemos;
- Juvenildo de Oliveira Dantas e José Correa da Silva Neto (Barzil) foram do PSDB para o PSD;
- Leila Aparecida Ravázio migrou do PSB para PSD;
- Nilber Rosemberg Ladeia de Souza deixou o PL rumo ao MDB;
- Renato Luís Fontes Cardoso (Professor) que estava no União Brasil (antigo DEM) foi para o MDB;
- Marco Antônio Ribeiro Santos  eleito pelo PSD, agora está no PSB.[32]

Além desses vereadores, o prefeito Aladim também optou por trocar de partido, partindo do PSDB para  o PSD, e este o faz a convite do então Secretário Estadual de Governo e Relações Institucionais de São Paulo e presidente do partido Gilberto Kassab.

### Pré-candidaturas
Após o término do prazo de filiação dos candidatos para a eleição municipal, quatro nomes surgiram como pré-candidatos para o cargo de chefe do Executivo:
- Walid Ali Hamid (Aladim), administrador, comerciante, ex-vereador das gestões 2009-2012 e 2013-2016, prefeito da gestão 2021-2024, candidato a reeleição pelo PSD;
- Dr. Márcio Cavalcanti Pampuri, médico-pediatra, ex-prefeito da gestão 2013-2016, candidato a reeleição pela coligação PV / PT;
- Manoel Ricardo Ruiz (Chinão), comerciante, ex-vereador da gestão 2017-2020, candidato pelo PL;
- Doriedson Antonio da Silva Freitas, ex-vereador das gestões 2017-2020 e 2021-2024, candidato pelo Rede Sustentabilidade.[43]

Este último, no entanto, foi alterado para o então pré candidato citado abaixo:
- Flavio Soares de Barros[44], sobrinho-neto de Antonieta de Barros, produtor executivo e diretor artístico em projetos culturais[45]. candidato pelo partido Rede Sustentabilidade[44].

## Logística

### Convocações e voluntariado
Nas eleições de 2024, foram chamadas para trabalhar, 938 pessoas para desempenhar as funções de mesários e auxiliares de apoio logístico.

### Seções eleitorais
O município possuia 207 seções eleitorais, que estavam abrigadas em 33 unidades escolares.

### Justificativa
O Tribunal Regional Eleitoral de São Paulo estabeleceu, por meio da portaria n° 211, de 17 de julho de 2024, estabelecer norma que rege a logística de justificativa de não comparecimento à votação nas eleições que então ocorrem em 6 de outubro de 2024. As regras constantes que aplicam-se ao município são:
- As justificativas devem ser feitas no mesmo dia da eleição;
- A justificativa poderá ser feita via aplicativo do E-Título, de formulário de Requerimento de Justificativa Eleitoral (RJE) apresentado nos locais de votação perante qualquer mesa receptora de justificativas (MRJ),

Em Mairiporã, teremos até 4 mesas receptoras de justificativas (MRJs). A eleitora ou o eleitor que deixar de votar e não justificar a falta no dia da eleição poderá fazê-lo até 5 de dezembro de 2024.

## Campanhas eleitorais
O Tribunal Superior Eleitoral é responsável por estabelecer regras sobre o limite do valor a ser gasto em campanhas e sobre o limite de pessoas a serem contratadas para trabalharem pelos candidatos.

### Limite financeiro
O Tribunal Superior Eleitoral estabeleceu um aumento no valor dos limites de gastos para as campanhas de prefeito e vereadores. Esse aumento foi estabelecido com base na campanha de 2016 atualizados pelo IPCA (Índice de Preço ao Consumidor Amplo), principal indicador da inflação.
Com esse aumento cada candidato a prefeito em Mairiporã pode gastar até R$ 403.117,17, enquanto o candidato a vereador tinha como limite R$ 80.178,62.

### Limite de contratação
O Tribunal Superior Eleitoral estabeleceu limites quantitativos para a contratação direta ou terceirizada de pessoal para a prestação de serviços referentes a atividades de militância e mobilização de rua nas campanhas eleitorais e nesse cálculo considerou o número de eleitores na cidade, que em 2024 é de 64.830. Sendo assim, os candidatos a prefeito puderam contratar até 335 pessoas, enquanto que os candidatos a vereador puderam contratar somente 168 pessoas.

## Pesquisas eleitorais

### Intenção de voto
| Fonte | Registro TSE   | Data(s) conduzida(s) | Amostragem | Tipo        | Aladim PSD                         | Chinão Ruiz PL | Flávio Barros REDE | Márcio Pampuri PV | Outros | Abst. / Indec. | Brancos ou Nulos | Margem de Erro | Confiança | Ref.   |             |       |       |      |      |   |      |       |      |     |        |
| --- | -------------- | -------------------- | ---------- | ----------- | ---------------------------------- | -------------- | ------------------ | ----------------- | ------ | -------------- | ---------------- | -------------- | --------- | ------ | ----------- | ----- | ----- | ---- | ---- | - | ---- | ----- | ---- | --- | ------ |
| Fonte | Registro TSE   | Data(s) conduzida(s) | Amostragem | Tipo        | Jornal "Correio Juquery" / Dataeco | SP-04912/2024  | 12-17/jul/2024     | 500               | Outros | Abst. / Indec. | Brancos ou Nulos | Margem de Erro | Confiança | Ref.   | Estimulado1 | 70,4% | 10,4% | 1,0% | 4,4% | - | 3,6% | 10,2% | 4,4% | 95% | [ 44 ] |
| Espontâneo2 | 42,8%          | 5,4%                 | -          | 1,4%        | Jornal "Correio Juquery" / Dataeco | SP-04912/2024  | 12-17/jul/2024     | 500               | 0,6%   | 46,4%          | 3,4%             |                |           |        |             |       |       |      |      |   |      |       | 4,4% | 95% | [ 44 ] |
| Jornal "Correio Juquery" / Dataeco | SP-04065/20243 | 25-30/set/2024       | 500        | Estimulado1 | 82,3%                              | 10,6%          | 2,5%               | 4,6%              | -      | -              | -                | 4,4%           | 95%       | [ 51 ] |             |       |       |      |      |   |      |       |      |     |        |
| Jornal "Correio Juquery" / Dataeco | SP-04065/20243 | 25-30/set/2024       | 500        | Espontâneo2 | 71,6%                              | 9,2%           | 2,2%               | 4,0%              | -      | 3,8%           | 9,2%             | 4,4%           | 95%       | [ 51 ] |             |       |       |      |      |   |      |       |      |     |        |
| Notas: 1. Pesquisa feita com a sugestão de nomes dos candidatos, com respostas que tem por base alternativas dadas pelo pesquisador. 2. Pesquisa feita sem a sugestão de nomes dos candidatos, com respostas espontâneas. 3. A pesquisa SP-04065/2024 foi realizada pela Dataeco e publicada pelo Jornal "Correio Juquery" porém não foi o Jornal "Correio Juquery" a empresa contratante da pesquisa. |                |                      |            |             |                                    |                |                    |                   |        |                |                  |                |           |        |             |       |       |      |      |   |      |       |      |     |        |

### Rejeição de voto
| Fonte | Registro TSE   | Data(s) conduzida(s) | Amostragem | Aladim PSD                         | Chinão Ruiz PL | Flávio Barros REDE | Márcio Pampuri PV | Margem de Erro | Confiança | Ref.   |     |       |       |       |      |     |        |
| --- | -------------- | -------------------- | ---------- | ---------------------------------- | -------------- | ------------------ | ----------------- | -------------- | --------- | ------ | --- | ----- | ----- | ----- | ---- | --- | ------ |
| Fonte | Registro TSE   | Data(s) conduzida(s) | Amostragem | Jornal "Correio Juquery" / Dataeco | SP-04912/2024  | 12-17/jul/2024     | 500               | Margem de Erro | Confiança | Ref.   | 14% | 46,6% | 40,6% | 62,6% | 4,4% | 95% | [ 44 ] |
| Jornal "Correio Juquery" / Dataeco | SP-04065/20241 | 25-30/set/2024       | 500        | 9,4%                               | 32%            | 32,8%              | 41,6%             | 4,4%           | 95%       | [ 51 ] |     |       |       |       |      |     |        |
| Notas: 1. A pesquisa SP-04065/2024 foi realizada pela Dataeco e publicada pelo Jornal "Correio Juquery" porém não foi o Jornal "Correio Juquery" a empresa contratante da pesquisa. |                |                      |            |                                    |                |                    |                   |                |           |        |     |       |       |       |      |     |        |

## Contexto eleitoral

### Candidatos a prefeito
Nas convenções eleitorais, que segundo o calendário eleitoral definido pelo Tribunal Superior Eleitoral, devem ocorrer de 20 de julho a 5 de agosto, definiu-se, entre outras coisas, os candidatos a prefeito e os candidatos a vereador e, como candidatos ao cargo de prefeito e, por consequência, ao cargo de vice-prefeito, foram selecionados os seguintes:
| - Podemos - MDB - PSD | - PSB - Republicanos |

| - PT - PV - PC do B |

| - PL - PRD |

Dos candidatos a prefeito, Aladim, Márcio Pampuri e Chinão Ruiz já foram de cargos políticos em Mairiporã.

#### Aladim
Aladim nasceu em Beirute (Líbano), em 15 de setembro de 1981. Enquanto político, já se candidatou a diversos cargos, tendo exercido o cargo de vereador de 2009 a 2012, depois de 2012 a 2016. Nos anos em que foi vereador, foi autor de pelo menos 40 projetos, alguns desses aprovados. Foi eleito prefeito nas eleição municipal de 2020, quando reformou a rodoviária do município, construiu uma rodoviária no Distrito Industrial de Terra Preta, entre outros.

#### Chinão Ruiz
Nascido em 25 de maio de 1981, Chinão foi vereador durante o mandato de 2017 a 2020 ocupando a função de vice-presidente da câmara municipal durante os primeiros dois anos, Enquanto vereador, foi responsável pela autoria de 23 projetos de lei e 301 indicações de melhorias para o município. Depois, nas eleições de 2020 concorreu na qualidade de vice-prefeito da chapa do candidato Aiacyda.

#### Flávio Barros
Flavio Luis Soares de Barros nasceu em 02 de fevereiro de 1964 em São Paulo, em seu perfil social no X, Flávio declara-se como sobrinho-neto de Antonieta de Barros, produtor executivo e diretor artístico em projetos culturais. candidato pelo partido Rede Sustentabilidade. Também nesse perfil, Flávio pede contribuição para poder fazer a sua campanha eleitoral.
| “ | Olá, eu sou o Flavio, pré-candidato a prefeito de Mairiporã pela Rede Sustentabilidade. O reservatório que abastece a região metropolitana de São Paulo fica nessa cidade. Uma campanha eleitoral custa caro. Sua contribuição, de qualquer valor, é essencial! | ” |
|   | — Flávio Soares de Barros no X. |   |

#### Márcio Pampuri
Médico pediatra nascido em 28 de maio de 1963. Foi prefeito durante o mandato de 2013 a 2016, quando foi construído o hospital "Anjo Gabriel" (hospital este que foi usado durante a Pandemia de COVID-19) e urbanizou uma área que tornou-se o Espaço "Paulo Amaury Serralvo".

### Candidatas a vereadoras
Conforme uma das novas regras vigentes para as eleições de 2024, todos os partidos que tinham candidatos ao cargo legislativo deveriam ter, até 14 candidatos, e no mínimo, 4 candidatas. O partido PRD atingiu exatamente a quantidade estabelecida; os partidos PT, Rede e PV não atingiram a cota e; PL, Republicanos, MDB, Pode e PSD foram os partidos que tiveram mais candidatas ao cargo do que o estabelecido, Portanto, representando o sexo feminino para o cargo legislativo do município, teremos as seguintes candidatas:
| Não atingiram a cota de vereadoras | Atingiu a cota de vereadoras | Superaram a cota de vereadoras |
| --- | --- | --- |
| PT - Karina da Costa Florentino - Professora Alexya Salvador - Alexya Lucas Evangelista Salvador Rede Sustentabilidade - Marina Rodrigues da Silva - Silvia Moreira Leite Graça - Val da Saúde - Valdirene da Silva Freitas PV - Thiene Assistente Social - Thiene Regis de Alcantara - Tia Carmen - Carmen Gonçalves de Lima Pereira - Vanessa Nobre Cardoso | PRD - Carol Petri - Caroline Cristina Petri - Crys Alves - Crystiane Bagadelli dos Santos Guarda Alves - Dra. Gislene Omena da Silva - Wilma Camila Istvan | PL - Gabi Wisniewski - Gabriela Aparecida Wisniewski - Lourdes Terra Preta - Maria de Lourdes Santana Ribeiro - Luciana Gabriel Marinello - Maristela Almeida Moreira Hirota - Mariza Aparecida de Almeida Republicanos - Daiane Aparecida Pinto Barbosa - Dra. Stela - Stela Maris Bernardi - Néia Oliveira - Ednéa Oliveira Gomes Ros - Prof. Izilda - Izilda Donizeti de Oliveira - Ruty Freitas - Ruth de Freitas Cunha MDB - Shirley Mendes de Jesus Manoel - Roseli Assistencia Social - Roseli Aparecida de Moraes Silva Pereira - Rachel Aparecida Miranda Paiva - Regina Célia Penteado - Betânia Queiros da Silva PODE - Ana Cristina Piason - Bispa Valéria - Valéria de Moura Lola Alves - Carla Kelli da Conceição Dias - Elaine Paineiras - Elaine Cristina da Silva - Prof. Lígia Lara - Lígia Lara Santos PSD - Dra. Débora - Débora Lopes Braga - Leila Aparecida Ravázio - Monica Agente de Saúde - Mônica Aparecida Barbosa Galiano - Paulinha Luzes - Ana Paula Barbosa da Silva - Tia Val do Transporte Escolar - Valdeci Moreno de Sousa Lopes |

### Apoios e divergências
- O Secretário Estadual de Governo e Relações Institucionais de São Paulo e presidente do partido do PSD, Gilberto Kassab, manifestou apoio ao candidato a reeleição Aladim quando fez o convite para que o candidato mudasse de partido, deixando de ser candidato a prefeito pelo partido PSDB.[42]
- No dia 4 de abril de 2024, a deputada federal Carla Zambelli (PL) publicou um vídeo em seu perfil da rede social X (antigo Twitter), anunciando o lançamento do candidato Chinão Ruiz que aconteceria no dia seguinte às 19h no Pensionato [60]
- Cícero Pereira dos Santos, conhecido como Pastor Cícero, retirou sua candidatura e passou a apoiar Jessé Pereira dos Santos (PODE) para vereador.[34] Ele tem o apoio das igrejas Assembleia de Deus do Ministério Belém do município.

Enquanto algumas pessoas e instituições demonstravam apoiar algum candidato, o diretório do PSOL de Mairiporã decidiu e informou, por meio de nota pública postada no Facebook na noite de 2 de agosto de 2024, que retiraria o apoio da chapa do candidato a prefeito Flavio Barros com a candidata a vice, Dra. Joyce Trindade. Nesta postagem, o partido esclarece que: 
| “ | [...] Por unanimidade o diretório municipal do Partido Socialismo e Liberdade, decidiu em não compor nem apoiar a chapa majoritária composta pelo pré-candidato a prefeito Flávio Barros e a vice-prefeita Joyce Trindade, tendo em vista que no decorrer das conversações bilaterais não houve entendimento dos pensamentos políticos, da construção de um plano de governo e identidade ideológica defendida pelo Psol. [...] O Psol decidiu por somente indicar seus membros partidários na composição da chapa proporcional dos pré-candidatos a vereadores(as), a qual, teve consenso e acordo firmado pelos partidos Psol e Rede, conforme rege e orienta o estatuto daquela federação, sendo registrada em ata da convenção municipal Psol - Rede todas essas deliberações, [...] É no Psol que as lutas se encontram !! Diretório Municipal Psol Mairiporã | ” |
|   | — Diretório Municipal PSOL Mairiporã. |   |

### Campanhas
Oficialmente, as campanhas podiam começar somente a partir de 16 de agosto, mas antes dessa data alguns já postavam vídeos, imagens e músicas (jingles) em propagandas eleitorais fantasiadas. Essas campanhas tomaram forma nas redes sociais e foram ganhando espaço nos demais meios e formas de comunicação.

#### Márcio Pampuri e Miguel Sousa
Em 31 de julho de 2024, postou em suas redes sociais um vídeo onde uma menina fala sobre os feitos de Dr, Márcio Pampuri na qualidade de prefeito durante o mandato de 2013 a 2016, citando a construção do hospital Anjo Gabriel, a construção da UPA de Terra Preta e a reforma das demais UPAs já existentes à época.
Em 6 de agosto de 2024, Márcio Pampuri postou no story e na timeline do seu Facebook, um vídeo como se alguém perguntasse a ele sobre Miguel Sousa dizendo "Pô Doutor Márcio...Mais um nordestino na política??", ao que o candidato responde que escolheu o vice dele pois o objetivo de Miguel seria ajudar e reforçou dizendo que um vice tem que ajudar, não pode atrapalhar. Na sequência aparece Miguel apresentando-se, dizendo ser nordestino e finaliza pedindo para que seus eleitores deixem o preconceito.

#### Chinão Ruiz e Clau Pontes
Enquanto a campanha de Márcio Pampuri baseava-se no Facebook, a campanha eleitoral de Chinão Ruiz baseou-se, em termos de redes sociais, principalmente no Instagram.  E foi nele que ele demonstrou ter o apoio da Carla Zambelli Em seu Instagram, demonstrou ter o apoio de Tarcísio de Freitas.

### Desistentes
Enquanto durava as campanhas, os candidatos tinham o direito de desistir da candidatura, assim como fez a ex-candidata a vereador Vanessa Nobre Cardoso (PV)

## Resultado

### Prefeito
| Pos.                     | N°                       | Candidato(a)                       | Candidato(a)             | Vice                                   | Vice                     | 1º turno 6 de outubro | 1º turno 6 de outubro |
| Pos.                     | N°                       | Candidato(a)                       | Candidato(a)             | Vice                                   | Vice                     | Total                 | Porcentagem           |
| Pos.                     | N°                       | Nome                               | Nome de Urna             | Nome                                   | Nome de Urna             | Total                 | Porcentagem           |
| ------------------------ | ------------------------ | ---------------------------------- | ------------------------ | -------------------------------------- | ------------------------ | --------------------- | --------------------- |
| 1°                       | 55                       | Walid Ali Hamid                    | Aladim                   | Wilson Rogério Rondina (Sorriso)       | Wilson Sorriso           | 35 316                | 77,93%                |
| 2°                       | 22                       | Manoel Ricardo Ruiz (Chinão)       | Chinão Ruiz              | Claudimeire Silva de Pontes            | Clau Pontes              | 7 859                 | 17,34%                |
| 3°                       | 43                       | Márcio Cavalcanti Pampuri (Doutor) | Dr. Márcio Pampuri       | Miguel Silva Sousa                     | Miguel Sousa             | 1 533                 | 3,38%                 |
| 4°                       | 18                       | Flávio Soares de Barros            | Flavio Barros            | Joyce Trindade Gaglioni Reis (Doutora) | Doutora Joyce            | 607                   | 1,34%                 |
| → Total de votos válidos | → Total de votos válidos | → Total de votos válidos           | → Total de votos válidos | → Total de votos válidos               | → Total de votos válidos | 45 315                | 90,84%                |
| → Votos em branco        | → Votos em branco        | → Votos em branco                  | → Votos em branco        | → Votos em branco                      | → Votos em branco        | 1 853                 | 3,71%                 |
| → Votos nulos            | → Votos nulos            | → Votos nulos                      | → Votos nulos            | → Votos nulos                          | → Votos nulos            | 2 719                 | 5,45%                 |
| Total                    | Total                    | Total                              | Total                    | Total                                  | Total                    | 49 887                | 76,95%                |
| Abstenções               | Abstenções               | Abstenções                         | Abstenções               | Abstenções                             | Abstenções               | 14 945                | 23,05%                |
| Total de inscritos       | Total de inscritos       | Total de inscritos                 | Total de inscritos       | Total de inscritos                     | Total de inscritos       | 64 832                | 100%                  |

### Vereadores
| Pos.                          | N°                            | Candidato (a)                 | Candidato (a)                 | Partido                       | 1º turno 6 de outubro | 1º turno 6 de outubro | Eleito por média de votos ou por QP | Ref.                              |
| Pos.                          | N°                            | Nome                          | Nome de Urna                  | Partido                       | Total                 | Porcentagem           | Eleito por média de votos ou por QP | Ref.                              |
| ----------------------------- | ----------------------------- | ----------------------------- | ----------------------------- | ----------------------------- | --------------------- | --------------------- | ----------------------------------- | --------------------------------- |
| 1                             | 10 000                        | Valdeci Fernandes             | Valdeci América               | Republicanos                  | 2 780                 | 6,20%                 | QP                                  | -                                 |
| 2                             | 55 888                        | Eduardo Pereira dos Santos    | Du                            | PSD                           | 2 344                 | 5,23%                 | QP                                  | -                                 |
| 3                             | 55 456                        | Juvenildo de Oliveira Dantas  | Nil Dantas                    | PSD                           | 1 608                 | 3,59%                 | QP                                  | -                                 |
| 4                             | 40 000                        | Gleidson Shiguemi Aiacyda     | Gleidson Aiacyda              | PSB                           | 1 347                 | 3,00%                 | QP                                  | -                                 |
| 5                             | 55 123                        | Leila Aparecida Ravázio       | Leila Ravázio                 | PSD                           | 1 219                 | 2,72%                 | QP                                  | -                                 |
| 6                             | 20 100                        | Ricardo Messias Barbosa       | Ricardo Barbosa               | PODE                          | 1 063                 | 2,37%                 | QP                                  | -                                 |
| 6                             | 20 007                        | Bruno Bueno                   | Bruno Bueno                   | PODE                          | 733                   | 1,13%                 | -                                   | [ 65 ]                            |
| 7                             | 55 100                        | José Correa da Silva Neto     | Neto Barzil                   | PSD                           | 1 049                 | 2,34%                 | Média                               | -                                 |
| 8                             | 40 690                        | Marco Antônio Ribeiro Santos  | Marco Antônio                 | PSB                           | 885                   | 1,97%                 | Média                               | -                                 |
| 9                             | 20 000                        | Jessé Pereira dos Santos      | Jessé                         | PODE                          | 884                   | 1,97%                 | QP                                  | -                                 |
| 10                            | 20 020                        | Gustavo Lima Brilha           | Gustavo Brilha                | PODE                          | 876                   | 1,95%                 | Média                               | -                                 |
| 11                            | 15 015                        | Alexandre dos Santos          | Alexandre Boava               | MDB                           | 829                   | 1,85%                 | QP                                  | -                                 |
| 12                            | 10 500                        | Ruty de Freitas Cunha         | Ruty Freitas                  | Republicanos                  | 703                   | 1,57%                 | Média                               | -                                 |
| 13                            | 22 190                        | Rubens Alves                  | Sargento Rubão                | PL                            | 900                   | 1,57%                 | Candidato com recurso no TSE        | [ 66 ]                            |
| 13                            | 22 222                        | Jorge Pereira da Silva        | Jorge Braúna                  | PL                            | 644                   | 1,44%                 | QP                                  | [ 66 ]                            |
| Total                         | Total                         | Total                         | Total                         | Total                         | 17 131                | 36,2%                 | Legenda: QP: Quociente Partidário   | Legenda: QP: Quociente Partidário |
| → Outros (não listados acima) | → Outros (não listados acima) | → Outros (não listados acima) | → Outros (não listados acima) | → Outros (não listados acima) | 25 379                | 63,8%                 | Legenda: QP: Quociente Partidário   | Legenda: QP: Quociente Partidário |
| → Total de votos válidos      | → Total de votos válidos      | → Total de votos válidos      | → Total de votos válidos      | → Total de votos válidos      | 42 510                | 100,00%               | Legenda: QP: Quociente Partidário   | Legenda: QP: Quociente Partidário |
| → Votos em branco             | → Votos em branco             | → Votos em branco             | → Votos em branco             | → Votos em branco             | 2 630                 | 3,68%                 | Legenda: QP: Quociente Partidário   | Legenda: QP: Quociente Partidário |
| → Votos nulos                 | → Votos nulos                 | → Votos nulos                 | → Votos nulos                 | → Votos nulos                 | 2 418                 | 2,68%                 | Legenda: QP: Quociente Partidário   | Legenda: QP: Quociente Partidário |
| Total                         | Total                         | Total                         | Total                         | Total                         | 47 558                | 73,35%                | Legenda: QP: Quociente Partidário   | Legenda: QP: Quociente Partidário |
| Abstenções                    | Abstenções                    | Abstenções                    | Abstenções                    | Abstenções                    | 17 274                | 26,65%                | Legenda: QP: Quociente Partidário   | Legenda: QP: Quociente Partidário |
| Total de inscritos            | Total de inscritos            | Total de inscritos            | Total de inscritos            | Total de inscritos            | 64 832                | 100%                  | Legenda: QP: Quociente Partidário   | Legenda: QP: Quociente Partidário |

Fontes: G1, TSE
Em análise, foram levantados os suplentes dos vereadores acima mencionados que, caso ocorra a ausência de algum dos vereadores eletivos, - o que costuma ocorrer quando alguns são nomeados pelo prefeito para serem secretários -, assumirão em seu lugar. 
| N°     | Candidato (a)              | Candidato (a)    | Partido      | 1º turno 6 de outubro | 1º turno 6 de outubro |
| N°     | Nome                       | Nome de Urna     | Partido      | Total                 | Porcentagem           |
| ------ | -------------------------- | ---------------- | ------------ | --------------------- | --------------------- |
| 55 000 | Márcio Alexandre Rosa      | Márcio RR        | PSD          | 479                   | 0,73%                 |
| 20 007 | Bruno Bueno                | Bruninho         | PODE         | 736                   | 1,13%                 |
| 10 123 | Eliomar da Silva Oliveira  | Eliomar          | Republicanos | 688                   | 1,06%                 |
| 40 999 | Fernando Rachas Ribeiro    | Dr. Nando        | PSB          | 717                   | 1,10%                 |
| 15 555 | Renato Luis Fontes Cardoso | Professor Renato | MDB          | 609                   | 0,93%                 |
| 22 100 | Adriel Forti               | Adriel Forti     | PL           | 439                   | 0,67%                 |

Fonte: Jornal "Correio Juquery"